# Yên Lương, Thanh Sơn
Yên Lương là một xã thuộc huyện Thanh Sơn, tỉnh Phú Thọ, Việt Nam.
Xã Yên Lương có diện tích 31,49 km², dân số năm 1999 là 3678 người, mật độ dân số đạt 117 người/km².